# Шарлоттенбург (город)
Шарло́ттенбург (нем. Charlottenburg) — город в Германии, основанный в 1705 году и включённый в 1920 году в состав Большого Берлина.

## История
Название города непосредственно связано с именем Софии Шарлотты — супруги курпринца Бранденбурга Фридриха I, ставшего в 1701 году первым королём Пруссии. София Шарлотта получила в подарок имение с небольшим загородным сооружением, перестроенным в представительный летний дворец Лютценбург (нем. Schloss Lützenburg).
После преждевременной кончины Софии Шарлотты дворец Лютценбург в её честь был переименован во дворец Шарлоттенбург.
Вокруг Дворца Шарлоттенбург с начала XVIII века постепенно разрастались поселения, к 1 января 1877 года превратившиеся в город Шарлоттенбург, население которого к концу XIX века насчитывало уже более 100 000 человек.
Современный Берлинский технический университет был построен в годы 1878—1884 как «Техническая высшая школа» (нем. Technische Hochschule).
К 1893 году Шарлоттенбург стал вторым по величине после Берлина городом в провинции Бранденбург.
Вместо построенной в 1705 году старой Ратуши Шарлоттенбурга к 200-летнему юбилею города была торжественно открыта в 1905 году новая ратуша с величественной 88-метровой башней.
С 1900 года в Шарлоттенбурге начала работать своя электростанция, которая обеспечивала уличное освещение, потребности домашних хозяйств и промышленности.
В 1907—1908 годах Шарлоттенбург обзавёлся собственными воротами, в противовес Бранденбургским в Берлине.
К 1910 году население Шарлоттенбурга увеличилось до 306 000 человек.
В годы 1911—1912 в городе было построено здание Немецкой оперы. Первоначально этот театр назывался «Немецкий дом оперы» (нем. Deutsches Opernhaus).
В 1920 году Шарлоттенбург был включён в состав Большого Берлина на правах городского округа.
Oкруг Шарлоттенбург в результате административной реформы 2001 года в статусе одноимённого района входит в укрупнённый западный столичный округ Шарлоттенбург-Вильмерсдорф.

## Достопримечательности
- Дворец Шарлоттенбург с прилегающим к нему дворцово-парковым ансамблем
- Мемориальная церковь кайзера Вильгельма
- Ратуша Шарлоттенбурга
- Немецкая опера

## Галерея

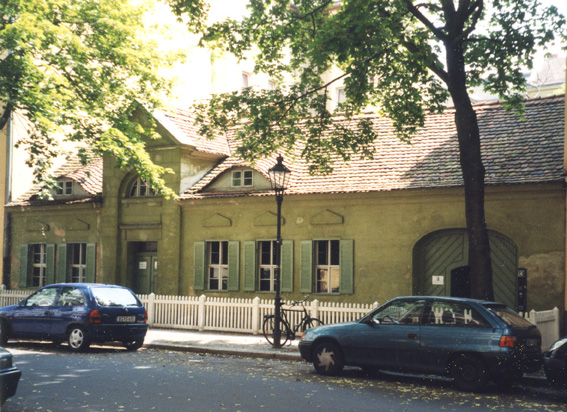
Keramikmuseum in der Schustehrusstraße
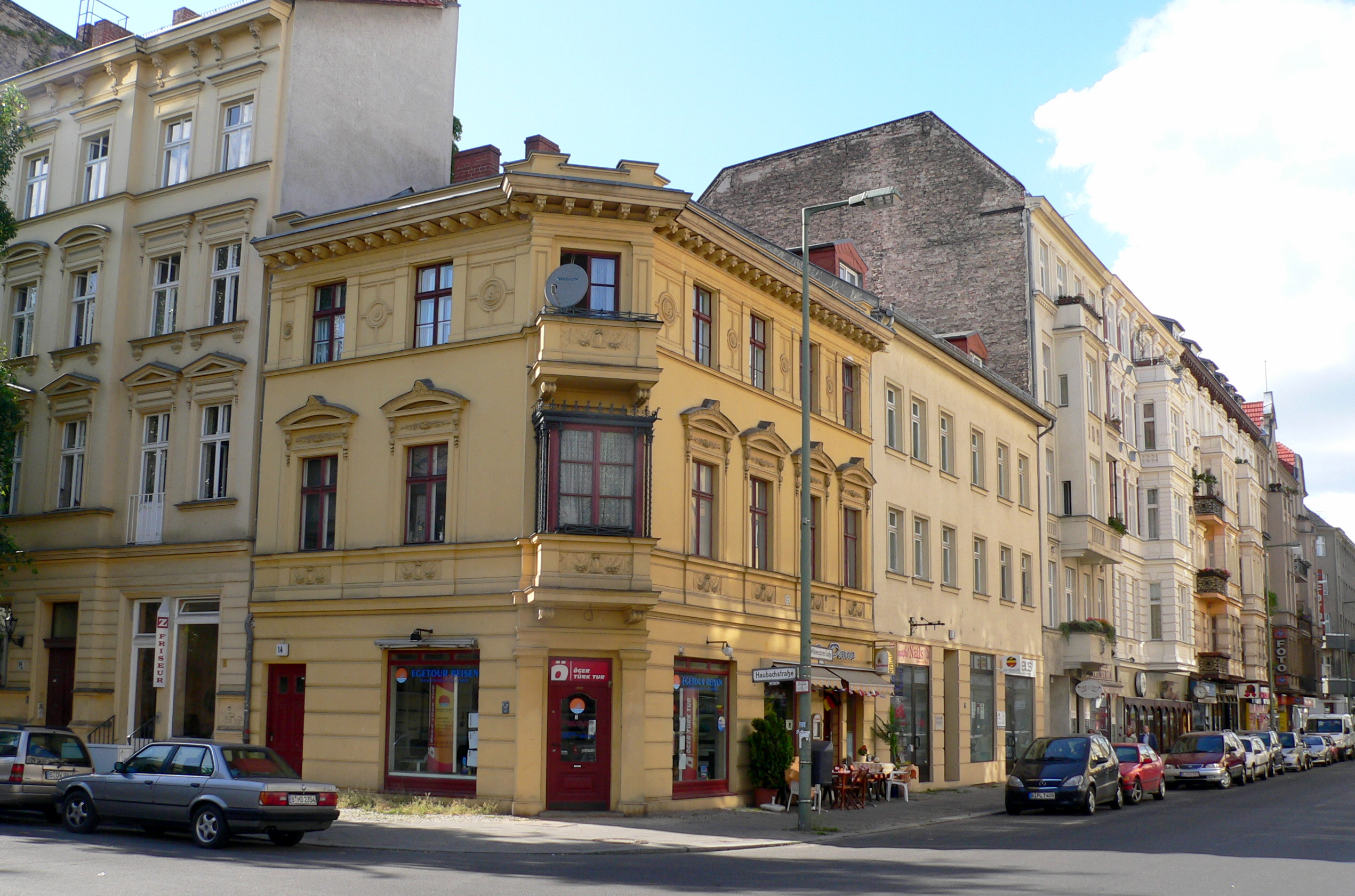
Wilmersdorfer Straße /Ecke Haubachstraße
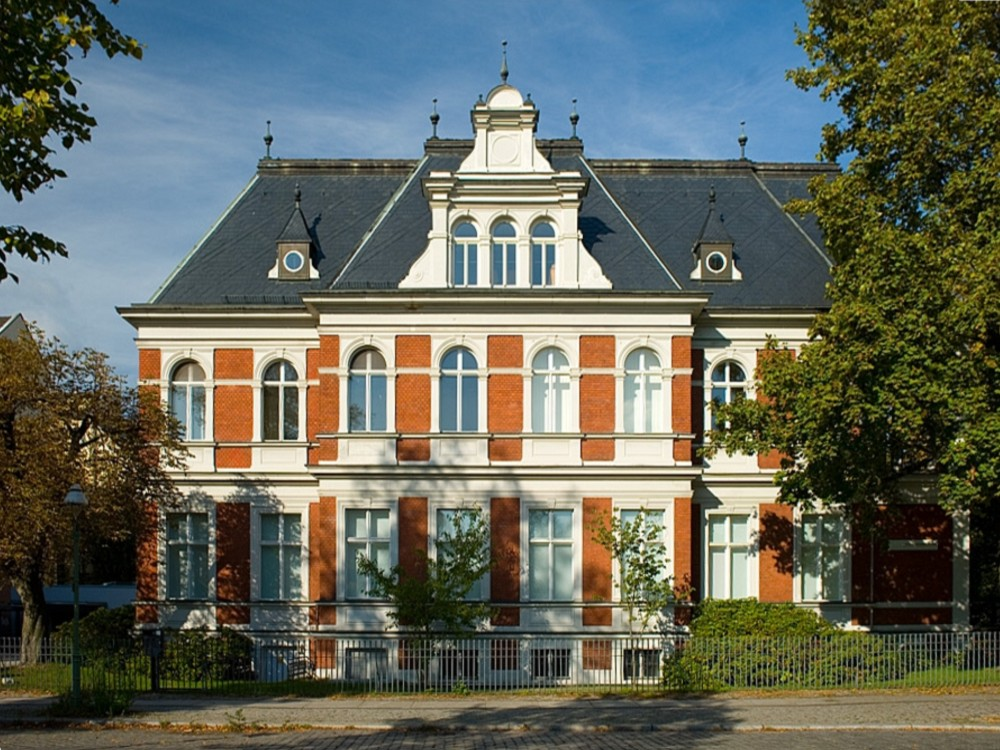
Villa Oppenheim, heute das Heimatmuseum
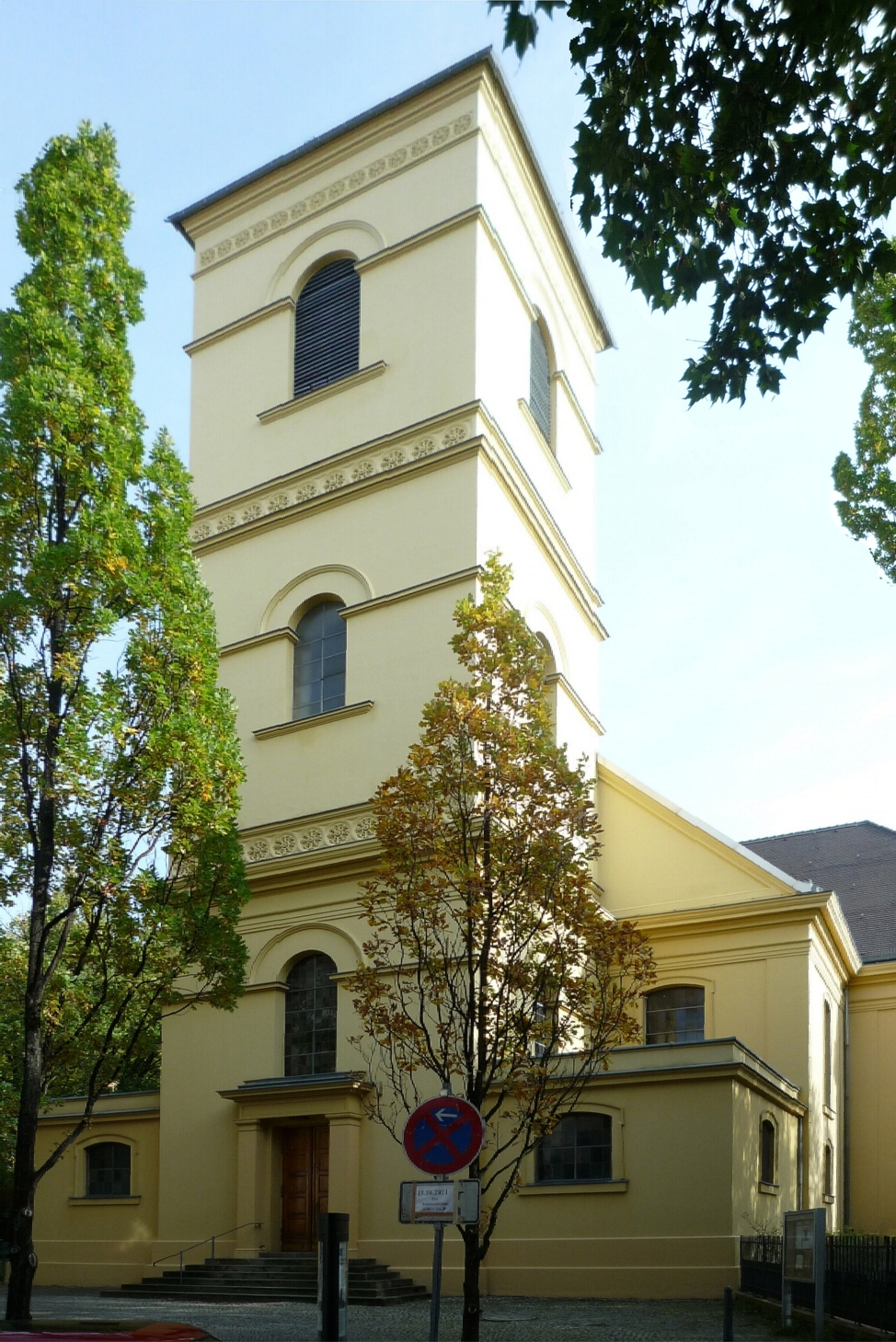
Luisenkirche
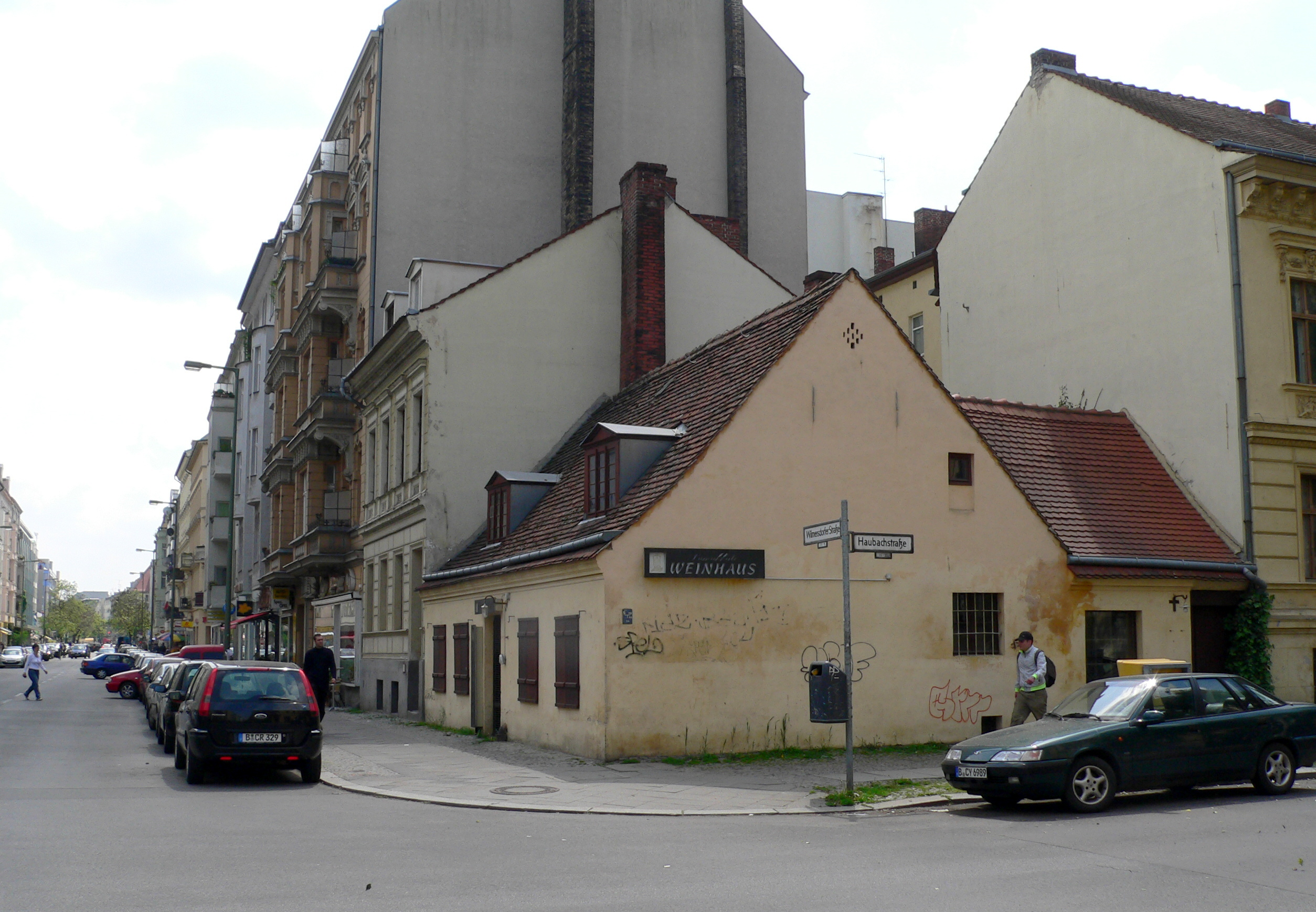
Ackerbürgerhaus
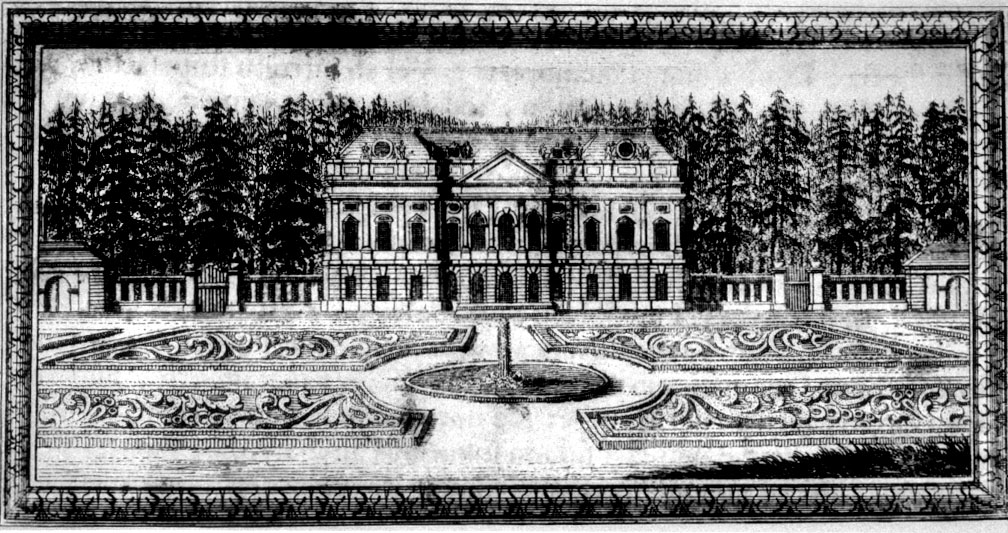
Дворец Лютценбург, ок. 1700 года
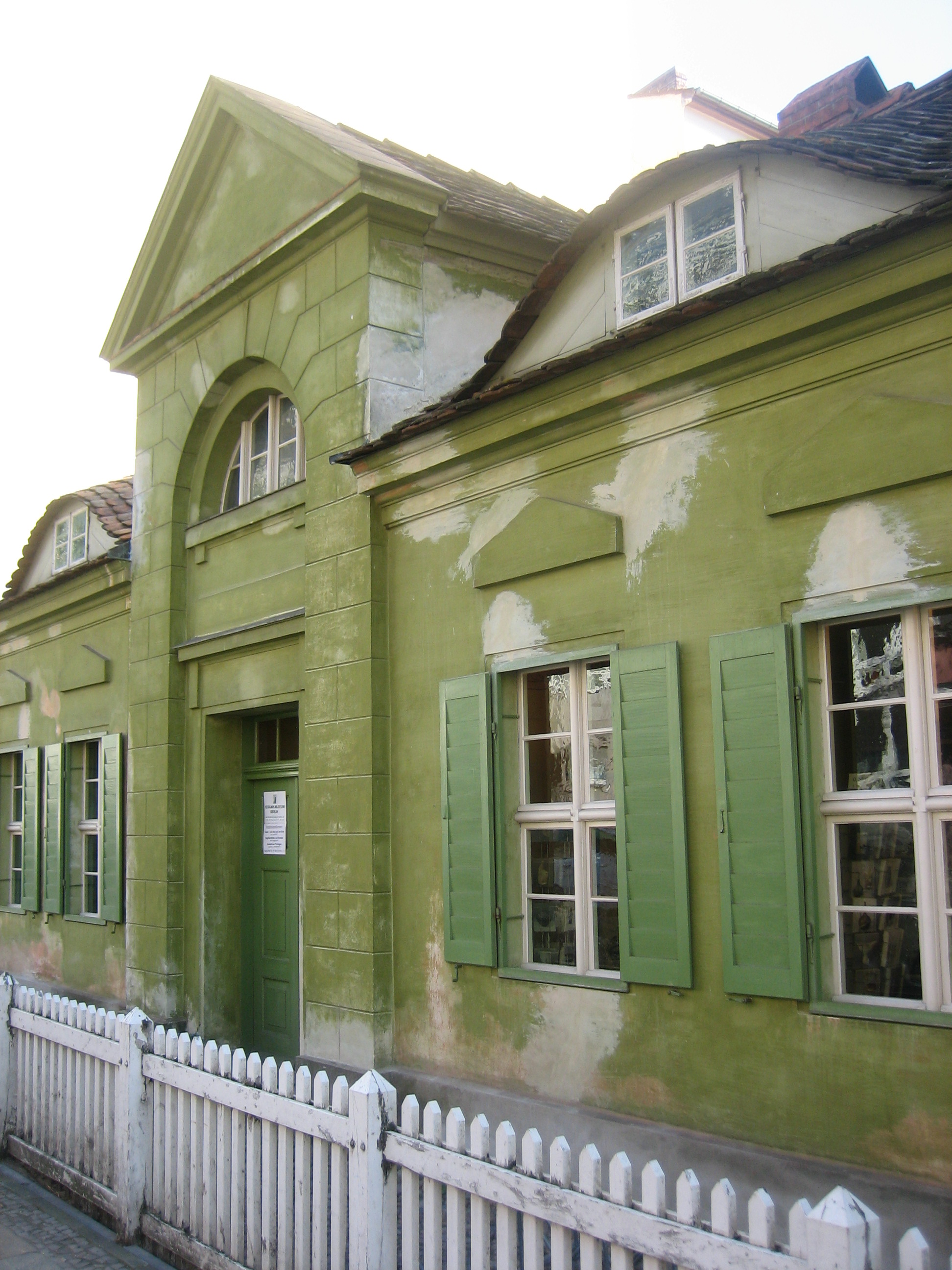
Здание, построенное в 1711 году
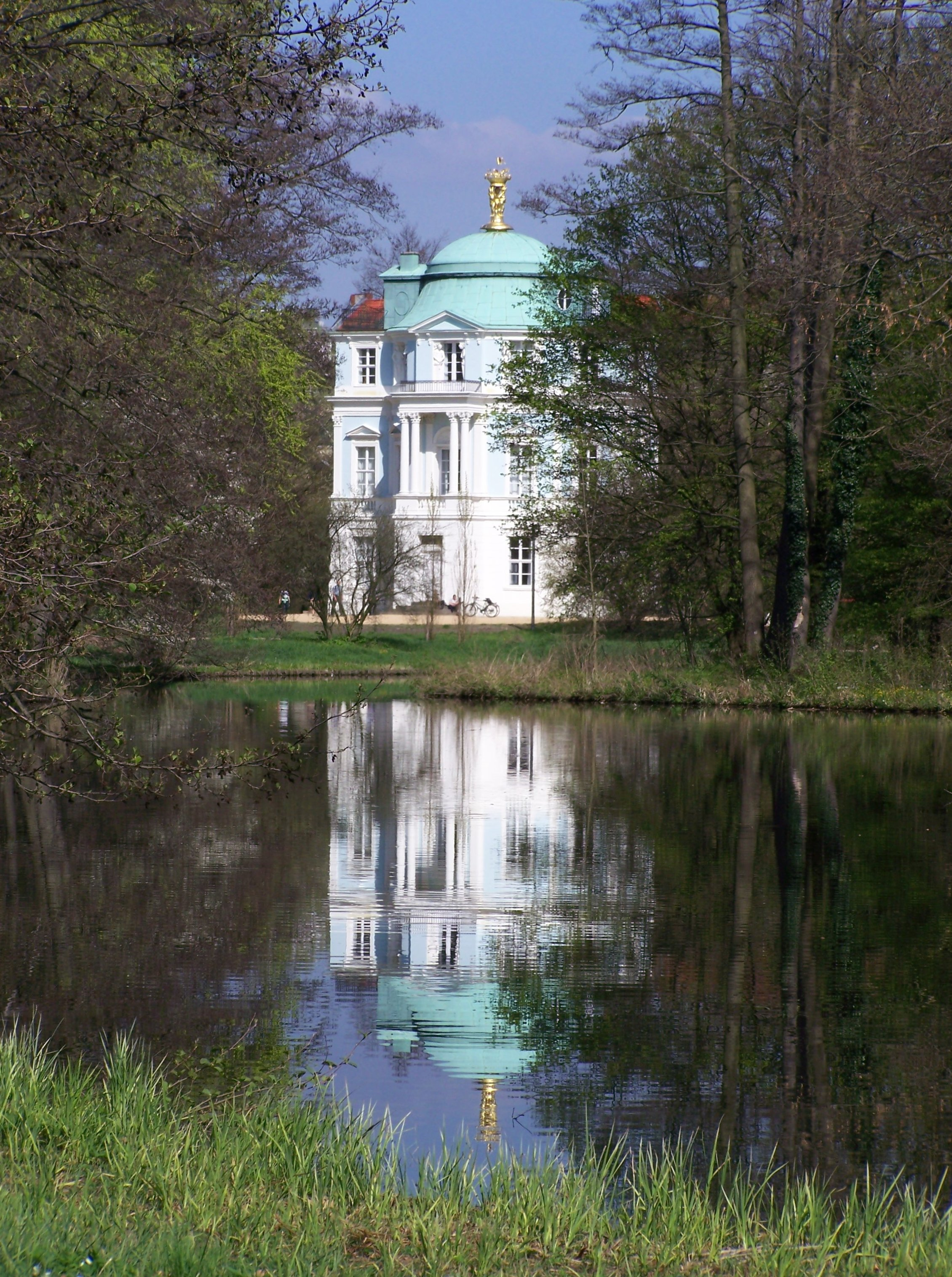
Бельведер в парке с 1900 года
- Руины здания, построенного в 1901 году
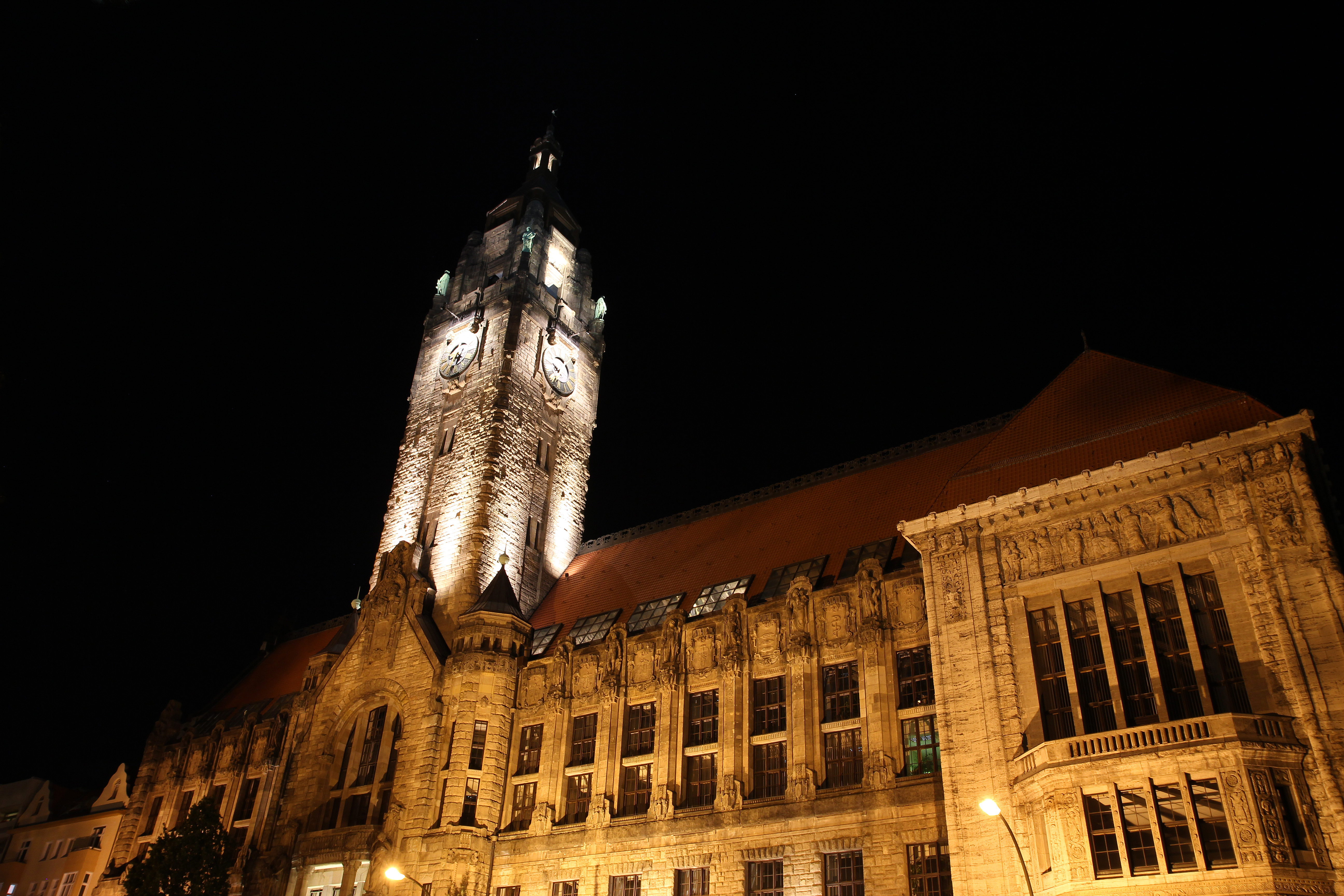
Шарлоттенбургская ратуша, построенная в 1905 году
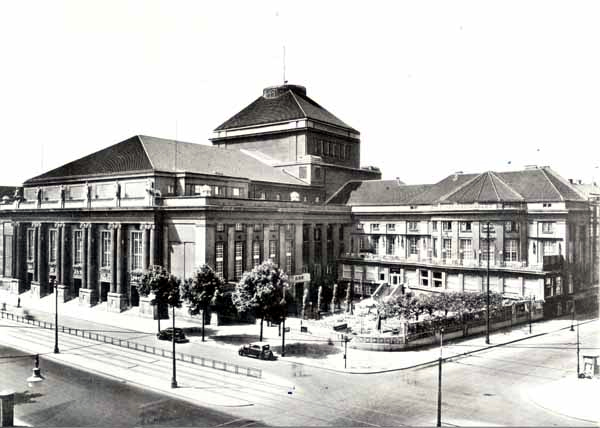
«Немецкий дом оперы», открытый в 1912 году